# AU-D
José Martín Galarza Arce (Nueva York, Estados Unidos; 11 de octubre de 1968) más conocido artísticamente como AU-D es un cantante y compositor estadounidense naturalizado ecuatoriano. Considerado uno de los pioneros del género balada-rap en Latinoamérica.

## Biografía
José Martín Galarza nació el 11 de octubre de 1968 en la ciudad de Nueva York. Se crio en el condado Bronx, es hijo del puertorriqueño Elving Galarza y de la ecuatoriana Julieta Arce.
José Martín Galarza vivió en los Estados Unidos hasta 1976, cuando a sus 8 años de edad su familia se trasladó a la ciudad de  Guayaquil. En sus primeros años era considerado un niño bastante curioso, que le gustaba desarmar las cosas para saber cómo funcionaban.
A los 14 años de edad, en 1983, se traslada a Yauco, Puerto Rico lugar donde residía su abuelo paterno, que en ese momento padecía cáncer. El artista recuerda el cambio como un choque muy fuerte, debido a que su nueva morada se encontraba en una zona rural, además del cambio cultural de los habitantes; estuvo allí hasta los 17 años.
Inició en la música con el género rap en 1984, año en el que durante su estadía en Puerto Rico, conoció el break dance y el rap. Debido a la época en donde los ritmos urbanos se encontraban emergiendo, Martín notó la existencia de pocos exponentes del rap en español, aunque el Bronx era una urbe con una importante presencia de latinos (principalmente puertorriqueños), el auge del género urbano se dio principalmente en inglés.
En 1989, regresa al Ecuador, después de haber culminado sus estudios en Ingeniería de sonido y producción musical en el Institute of Audio Research-New York, lugar que actualmente se encuentra cerrado de su funcionamiento.
En este año consigue un contrato discográfico gracias a la ayuda de Troy Alvarado, bajista del grupo Tranzas y da a conocer sus primeras grabaciones en el disco, "Asfalto Caliente " y "Guacharnaco", pero es con la balada rap titulada "Tres Notas" con la que marca el inicio del rap en Ecuador.

## Carrera musical
José Martin Galarza Arce inició en la música rap a partir de 1984, debido a que en aquella época viajó a Puerto Rico. En este país conoció el break dance y el rap. En el año 1989 regresa al Ecuador, después de haber culminado sus estudios en Ingeniería de sonido y producción musical en Institute of audio research-New York. En este año consigue un contrato discográfico gracias a la ayuda de Troy Alvarado "Bajista del grupo Tranzas" y da a conocer sus primeras grabaciones en el disco, "Asfalto Caliente " y "Guacharnaco", pero es con la canción que les siguió a estos sencillos, la balada rap titulada "Tres Notas" con la que marca el inicio del rap en Ecuador
Los temas como "Vago Soy", "Sangre Latina" y la canción que lanzó a la fama a AU-D, "Tres Notas".
"Tres Notas" vendió más de 180.000 copias en menos de un año, cifra récord para un solista ecuatoriano en esa época (fuente: IFESA) y recibió innumerables premios como el Premio Huancavilca como Canción del Año y marcó el inicio del rap en el Ecuador. El video se mantuvo en el ranking más popular de la época, el del programa de TV "El Show de Bernard"(Ecuavisa) por 7 semanas como #1.
Ya en 1992 edita "Rebelde Sin Pausa", disco de 4 temas donde deja momentáneamente de lado la balada rap y escribe sobre temas más sociales, así como expresa sus inquietudes sobre un mundo cada vez más superficial como en la canción "Solo Entre Tanta Gente" y "Chicos de la Cuadra", sin embargo este disco no logra igualar el éxito del anterior, por lo cual decide regresar a la línea que lo dio a conocer con el tema "Mientras Me Quieras", escrito e interpretado junto al compositor y cantante de la banda "Tranzas" Douglas Bastidas en 1994, logrando colocar esta canción entre las canciones más sonadas de ese año.
En 1996 decide perfeccionar ese sonido rapero pop que había logrado y experimenta re-versionando la canción del cantautor lojano Edison León Celi (Edhisson), "Un Amor Así"; también decide integrar a su elenco una voz femenina, la cantante guayaquileña María Gabriela Flor. En este CD de 9 temas destacaría también la balada "Solo Tu Amor".
Este CD, lanzado independientemente, obtiene Doble Disco de Oro (Fuente: Sociedad de Autores y Compositores del Ecuador-SAYCE) y coloca estos dos temas en los número uno de la temporada 1996.
En 1997 licencia este mismo disco bajo el título de “Rebelde Sin Pausa” bajo el sello RCA, donde se incluyen 10 canciones, el estilo de sus canciones fusiona a los géneros Pop latino y Rap en español, ese mismo año inicia giras internacionales en Sudamérica, destacando principalmente sus salidas a Colombia y Perú.

### Trayectoria por Sudamérica
Países como Bolivia, durante todo el año 97 y 98 disfrutaron de temas como “Tres Notas”, “Un Amor Así”, “Sólo tu Amor” y “Vago Soy”.
El disco “Rebelde Sin Pausa” logró Disco de Oro en 1998 (Fuente: BMG Bolivia). Le siguió una gira por 12 ciudades en el mismo año.
En el PERÚ la canción "Un Amor Así" logró, desde diciembre del '97 hasta abril del '98, estar en el top 5 de las radios peruanas.
Ya en el '98 AU-D participa como concursante en el festival de Viña del Mar en CHILE con su nueva corista Cindy Bermúdez y llega a ser semifinalista con el tema "un amor así" original del Autor Lojano Edishon Leon Celi .
En COLOMBIA, colocó su canción "un amor así" en el primer lugar de las preferencias del público de la costa atlántica colombiana. En las Radios de Cartagena, Sta.Marta, Barranquilla, el tema se coloca en el #1 (fuentes Radio cadena Caracol, Olímpica).
En 1999 lanza su Cd SUDA AMERICA con el que se despide de los escenarios, un retiro que no duro mucho ya que el 11 de julio de 2003 volvió con una nueva serie de sencillos de una colección llamada "Entre el amor y la furia", lanzando el primer sencillo el tema " Me enseñaste" , luego lanza " adicto a su piel " (2004), "respirar" (2005) y "el Corazón" (2005), ya para el 2006 mientras continua con sus shows dentro y fuera del Ecuador va pre produciendo lo que sería su nuevo CD......" Feeling Sudaca" .Entran en la preproducción Roberto "Rogerhid" Guerrero, Giorgio "dj hazzard " Cerega, y Eduardo "dj edu" Palacios . Ya para a inicios del 2007 toma la potestad de la producción final los conocidos productores Chris valencia y "Dj Nápoles", en la ciudad de Miami en Sprockets Studios.
Los dos sencillos promocionales de esta nueva producción, la cumbia rap "Feeling Sudaca" y la balada "Tu me enfermas " son ambas elegidas por la cadena radial Alfa Super estereo de Ecuador como las canciones más solicitadas en las categoría de bailable y romántica respectivamente 2007, en el 2008 "Feeling Sudaca" .
del 2009 al 2012 AU-D se mantiene con su formato de sencillos lanzado periódicamente temas como "Amnesia" "amor fe Feisbuk" y su Retorno a la balada Rap con el éxito "Primero Te pienso".
En 2014, AU-D lanza un álbum para descarga gratuita a través de su página web "El Degenerado I", del cual los sencillos "Fe" y "Tu Mejor Error" consiguen incidencia en las radios. De éstos, "Tu Mejor Error" se alza como un éxito #1 en Ecuador según el sondeo de la revista virtual Ecuaparade, convirtiéndose en la canción más popular en Ecuador en diciembre de 2014.
En 2015, el sencillo "En Donde Te Duele" repite el éxito de su predecesor, y alcanza el #1 en Ecuador, según Ecuaparade. Recientemente, Au-D colaboró en el sencillo "Dejarte Ir" del también ecuatoriano Sergio Sacoto, y nuevamente escaló hasta aparecer entre las 10 canciones más sonadas del país.
En el 2017 introduce la el tema “ my musa “ y con este tipo el ritmo “kizomba”
.Gana en diciembre 28 con la canción CERO DRAMA en Radio Zaracay la elección de la canción del año 2018 imponiéndose a muchos favoritos.

## Vida Personal
Se casó el 14 de marzo de 2021, con Gissela Flores, a quien conoció en un concierto a finales del 2019, en el triunfo / Ecuador .
El 22 de enero de 2021, recibió la nacionalidad ecuatoriana mediante Decreto Ejecutivo Nº 1226, publicado en el Registro Oficial Suplemento Nº 388 de 9 de febrero de 2021, por relevantes servicios a la patria.

## Discografía
- Asfalto caliente (1990)
- Guacarnaco (1990)                       1991
- Tres notas
- Sangre latina
- vago
- chicos de la cuadra               1992
- rebelde sin pausa
- solo ente tanta gente
- plástica

1996
1. Rebelde sin pausa
2. Fuerte Rayón (1ra parte)
3. Fuerte
4. Fuerte Rayón (2da parte)
5. Un amor así
6. solo tú amor
7. trátame como un niño
8. tres notas
9. Alguien

Rebelde sin pausa versión BMG  (1998 )
1. El ritmo del andarele
2. mientras me quieras
3. Tres Notas
4. Trátame como a un niño
5. No te llamaré
6. Solo tu amor
7. Solo entre tanta gente
8. Vago
9. Rebelde sin pausa
10. Fuerte (remasterizada)

Sencillos
- Sangre Latina
- Me enseñaste
- Alguien
- Mientras me quieras
- Tu me enfermas
- Adicto a tu piel
- Crema de limón
- El corazón
- Suda América.
- Feeling sudaca
- Respirar.
- Sweet dulce y fresa
- Resistiré
- Amor de Feisbuk(Facebook)
- Amnesia
- Primero te pienso
- Tu me enfermas
- Fé
- En Dónde te duele
- Palabras al viento
- My musa
- Cero Drama